# David Schartner
David Schartner (* 7. September 1988 in Salzburg) ist ein ehemaliger österreichischer Fußballtorwart, der heute unter anderem als Torwarttrainer tätig ist.

## Karriere

### Jugend und Vereinskarriere
Schartner begann seine aktive Karriere als Fußballtorwart Ende September 1996 beim TSV Neumarkt im Bundesland Salzburg. Dort durchlief er mehrere Jugendspielklassen, ehe er im August 2002 erstmals als Kooperationsspieler in die Nachwuchsabteilung des Traditionsklubs SV Austria Salzburg wechselte. Nachdem er bis 2004 beim Verein blieb und nur zwischenzeitlich für insgesamt ein paar Monate zu seinem Heimatverein zurückging, wurde er im Juli 2004 fix von den Mozartstädtern verpflichtet. So gehörte er bis Anfang April 2005 der Jugend des SV Austria Salzburg an, ehe der Verein de facto von Red Bull aufgekauft und als FC Red Bull Salzburg neu konstituiert wurde.
Ende August 2005 wurde Schartner als beinahe 17-Jähriger an den zu diesem Zeitpunkt in der drittklassigen österreichischen Regionalliga Mitte spielenden FC Blau-Weiß Linz verliehen. Dort stand er ab der 4. Runde in allen Partien des Herbstdurchgangs zwischen den Pfosten.
Bereits Anfang März 2006 kehrte Schartner wieder zu seinem eigentlichen Klub nach Salzburg zurück.
Nachdem er bei den Salzburgern in der Saison 2006/07 sieben Spiele für das U-19-Team in der von Toto gesponserten U-19-Jugendliga absolvierte, transferierte er in der Sommerpause vor der Spielzeit 2007/08 zum SV Seekirchen in die drittklassige Regionalliga Mitte. Dort gab er sein Teamdebüt, als er 4. August 2007, beim Heimspiel der zweiten Runde, gegen den SC Kundl beim 3:0-Sieg die komplette Partie bestritt. Weiters war Schartner im Tor der Seekirchner, als das Team am 15. August 2007 einen 9:2-Heimsieg über den Innsbrucker AC feierte. Nach 23 Ligapartien als Leihspieler kehrte Schartner im Juni 2008 wieder zu seinem Stammverein zurück.
Am 17. Oktober 2008 gab der 20-jährige Schartner schließlich sein Profiligadebüt, nachdem er in der Saison 2006/07 schon einmal kurze Zeit auf der Ersatzbank saß, als er beim Spiel der Red Bull Juniors Salzburg gegen den SKN St. Pölten von Beginn an auf dem Platz stand. In der 46. Spielminute wurde er allerdings durch den Deutschen Michael Kaltenhauser verletzungsbedingt ersetzt, da er sich eine Fingerverletzung zugezogen hatte. Seine Verletzung dauerte daraufhin bis Dezember; sein Ersatz im Tor der Salzburger Amateure war zumeist der 18-jährige Kaltenhauser. Da es neben dem zweiten großen Torhütertalent im Kader der Red Bull Juniors, Wolfgang Schober, nicht gerade leicht war, sich durchzusetzen, schaffte es Schartner trotz seiner Verletzungspause auf insgesamt neun Ligaeinsätze. Die weiteren Spiele absolvierten unter anderem sein Ersatz Michael Kaltenhauser (acht Einsätze), sowie Wolfgang Schober (17 Einsätze). Schon rund zwei Monate vor seinem Ligadebüt gab Schartner als 19-Jähriger sein Pflichtspieldebüt, als er beim 7:0-Sieg über den FC Hallein 04 in der 1. Runde des ÖFB-Cups 2008/09 die volle Spieldauer im Tor stand.
In der Saison 2009/10 wechselte sich Schartner mit seinem Teamkollegen Schober im Tor der Red Bulls Juniors ab. Das hat zur Folge, dass die Talente beider Spieler gefördert werden. Schartner war unter anderem auch beim ÖFB-Cup 2009/10 im Einsatz, wo das Team, wie schon in der Vorsaison, nach nur zwei absolvierten Runden aus dem Bewerb ausschied. Im Sommer 2010 wechselte er nach 24 Partien für die Red Bull Juniors gemeinsam mit seinem Teamkollegen Stefan Ilsanker zum Bundesligisten SV Mattersburg.
Am 19. Mai 2012 wurde bekannt, dass Schartner zur Saison 2012/13 auf Leihbasis zum SV Grödig wechselt. Im Sommer 2013 zog sich Schartner ganz aus dem Profifußball zurück und kehrte zu seinem Heimatklub, dem TSV Neumarkt, zurück. In den beiden ersten Spielzeiten noch als Stammtorhüter im Einsatz, kam er in der Saison 2015/16 nur mehr in den ersten acht Meisterschaftsspielen in der Regionalliga West zum Einsatz und zog sich weitestgehend vom aktiven Fußball zurück. Im April 2016 wurde er in einem Spiel des Salzburger Fußballcups eingewechselt, nachdem der Stammtorhüter mit einer Roten Karte des Platzes verwiesen worden war. In der Saison 2016/17 wurde Schartner in keinem einzigen Spiel eingesetzt und auch in der Spielzeit 2017/18 dürfte er nur ein einziges Ligaspiel für die zweite Mannschaft des Klubs mit Spielbetrieb in der achtklassigen 2. Klasse Nord A absolviert haben. Spätestens in der Winterpause 2018/19 zog er sich vollständig aus dem aktiven Fußballsport zurück.
Zu diesem Zeitpunkt hatte er bereits mehrere Jahre als Torwarttrainer im Nachwuchs gearbeitet. So war er unter anderem in der Spielzeit 2015/16 Torwarttrainer der U-11- und U-12-Mannschaften des USV Köstendorf sowie Torwarttrainer der U-10 des TSV Neumarkt. Von 2017 bis 2019 fungierte er zudem als Torwarttrainer der mittlerweile in der Landesliga Salzburg ersten Kampfmannschaft des TSV Neumarkt. Seit 2019 ist er zudem als Torwarttrainer der U-13-Mannschaft des FC Liefering tätig.

### International
Am 6. August 2009 wurde Schartner von Andreas Herzog erstmals in den Kader der österreichischen U-21-Nationalmannschaft berufen. Dabei stand er hinter seinem Salzburg-Teamkollegen Wolfgang Schober, sowie hinter Lukas Königshofer als Ersatztorwart im Mannschaftskader. Davor absolvierte er bereits zahlreiche Spiele für Österreichs U-19-Junioren.